# Ruda (województwo śląskie)
Ruda (niem. Ruda) – wieś w Polsce położona w województwie śląskim, w powiecie raciborskim, w gminie Kuźnia Raciborska.
W latach 1975–1998 miejscowość położona była w województwie katowickim.

## Transport
Przez wieś przechodzi droga powiatowa 3533 S z Turza do Budzisk. We wsi znajdują się dwa przystanki autobusowe: jeden (Ruda Rudzka) przy skrzyżowaniu ulic Rudzkiej i Głównej, drugi (Ruda Rudzka/Leśna) przy skrzyżowaniu ulic Głównej i Leśnej. Obsługiwane są one przez kursy PKS w Raciborzu do Kuźni Raciborskiej i Raciborza.